# Lavrenti Beria
Lavrenti Pavlovich Beria (em russo:  Лаврентий Павлович Берия, em georgiano:  ლავრენტი პავლეს ძე ბერია, romanizado: Lavrenti Pavles dze Beria; Merkheuli, 29 de março [O.S. 17 de março] de 1899 – Moscou, 23 de dezembro de 1953) foi um político soviético e um dos chefes da polícia secreta de Josef Stalin com maior tempo de serviço e influência, atuando como chefe do Comissariado do Povo para Assuntos Internos (NKVD) de 1938 a 1946, durante o envolvimento do país na Segunda Guerra Mundial, e foi o diretor administrativo e político do projeto da bomba atômica soviética.
De origem georgiana, Beria alistou-se na Tcheka em 1920 e rapidamente subiu na hierarquia. Ele foi transferido para o trabalho do Partido Comunista da União Soviética no Cáucaso na década de 1930 e, em 1938, foi nomeado chefe do NKVD por Stalin. Sua ascensão marcou o fim do Grande Expurgo stalinista realizado pelo chefe anterior Nikolai Yezhov, a quem Beria expurgou. Após a invasão soviética da Polônia em 1939, Beria organizou o Massacre de Katyn de 22 000 oficiais e intelectuais poloneses e, após a ocupação dos estados bálticos e partes da Romênia em 1940, ele supervisionou as deportações de centenas de milhares de poloneses, bálticos e romenos para áreas remotas e gulags. Em 1941, Beria iniciou um novo expurgo no Exército Vermelho. Após a invasão da União Soviética pela Alemanha Nazista no final daquele ano, ele foi nomeado para o Comitê de Defesa do Estado, supervisionando a segurança.
Beria expandiu o sistema de trabalho forçado, mobilizando milhões de prisioneiros do Gulag para a produção em tempo de guerra. Ele também era responsável pelas unidades da NKVD responsáveis por operações de inteligência e sabotagem de barreiras e partisans na Frente Oriental. Em 1943-1944, Beria supervisionou as deportações em massa de milhões de minorias étnicas do Cáucaso, ações que foram descritas por muitos estudiosos como limpeza étnica ou genocídio. Beria também era responsável pela supervisão de instalações secretas de detenção dos gulags para cientistas e engenheiros, conhecidas como sharashkas. A partir de 1945, ele supervisionou pessoalmente o projeto da bomba atômica soviética, ao qual Stalin deu prioridade absoluta; o primeiro dispositivo nuclear do projeto foi concluído em 1949.  Após a guerra, Beria foi nomeado Marechal da União Soviética em 1945 e promovido a membro titular do Politburo em 1946. Beria teve sucesso por meio de trabalho duro e incansável (apesar de sofrer de doenças), ambição ardente, crueldade, astúcia e uma sede de poder e mais poder ainda.
Após a morte de Stalin em março de 1953, Beria tornou-se chefe do Ministério de Assuntos Internos e Primeiro Vice-Presidente do Conselho de Ministros, e formou uma troika com Geórgiy Malenkov e Viatcheslav Molotov, que brevemente liderou o país no lugar de Stalin. Em junho de 1953, um golpe de estado de Nikita Khrushchev, com o apoio de outros membros da liderança e do marechal Gueorgui Júkov, removeu Beria do poder. Ele foi preso, julgado por traição e outros crimes, e executado em dezembro.

## Biografia
Beria nasceu em Merkheuli, perto de Sucumi, no Okrug de Sukhum da Gubernia de Kutais (atual Distrito de Gulripshi, Abecásia (de facto), ou Geórgia, então parte do Império Russo). Ele cresceu em uma família ortodoxa georgiana; sua mãe, Marta Jaqeli (1868–1955), era profundamente religiosa e frequentadora da igreja. Marta era da região de Gúria, descendente de uma família nobre georgiana e era viúva antes de se casar com o pai de Beria, Pavle Beria (1872–1922), um proprietário de terras em Sukhumi Okrug, do grupo étnico Mingrélio. Beria era extremamente ambicioso desde a juventude, tendo eventualmente adquirido um caráter implacável, inteligente e manipulador.
Beria frequentou uma escola técnica em Sukhumi e, mais tarde, afirmou ter se juntado aos bolcheviques em março de 1917, enquanto era estudante no Politécnico de Baku (posteriormente conhecido como Academia Estatal de Petróleo do Azerbaijão). Em 1919, Beria se formou na Escola Politécnica de Baku; ele era um aluno medíocre, não se destacando em nenhuma matéria, mas era astuto e dissimulado. Como estudante, ele teria se saído bem em matemática e ciências. O currículo do Politécnico se concentrava na indústria do petróleo. Beria já havia trabalhado para os mussavatistas antibolcheviques em Bacu. Depois que o Exército Vermelho capturou a cidade em 28 de abril de 1920, ele foi salvo da execução porque não houve tempo suficiente para organizar sua execução e substituição; também pode ter sido que Serguei Kirov tenha intervindo. Enquanto estava na prisão, Beria estabeleceu uma ligação com Nina Gegechkori (1905–1991), sobrinha do seu colega de cela, e fugiram num comboio.
Em 1919, aos 20 anos, Beria iniciou sua carreira na segurança do Estado quando o serviço de segurança da República Democrática do Azerbaijão o contratou quando ele ainda era estudante no Politécnico. Em 1920, ele foi alistado na Tcheka, a polícia secreta bolchevique original, por Mir Jafar Baghirov.  Naquela época, uma revolta bolchevique ocorreu na República Democrática da Geórgia, controlada pelos mencheviques, e o Exército Vermelho posteriormente invadiu. A Tcheka se envolveu fortemente no conflito, o que resultou na derrota dos mencheviques e na formação da RSS da Geórgia. Entre 1922 e 1924, Beria foi vice-presidente da OGPU georgiana (como a Tcheka havia sido renomeada).
Ele então liderou a repressão de uma revolta nacionalista georgiana em 1924, após a qual até 10 000 pessoas foram executadas.  Entre 1924 e 1927, foi chefe do departamento político secreto da OGPU da República Socialista Federativa Soviética Transcaucasiana. Em dezembro de 1926, foi nomeado presidente da OGPU da Geórgia e vice-presidente da OGPU da Transcaucásia. Durante seus anos no comando da OGPU georgiana, Beria destruiu efetivamente as redes de inteligência que a Turquia e o Irã desenvolveram no Cáucaso soviético, ao mesmo tempo em que penetrava com sucesso nos governos desses países com seus agentes. Em março de 1931, foi nomeado chefe da OGPU Transcaucasiana.

## Relações com Stalin

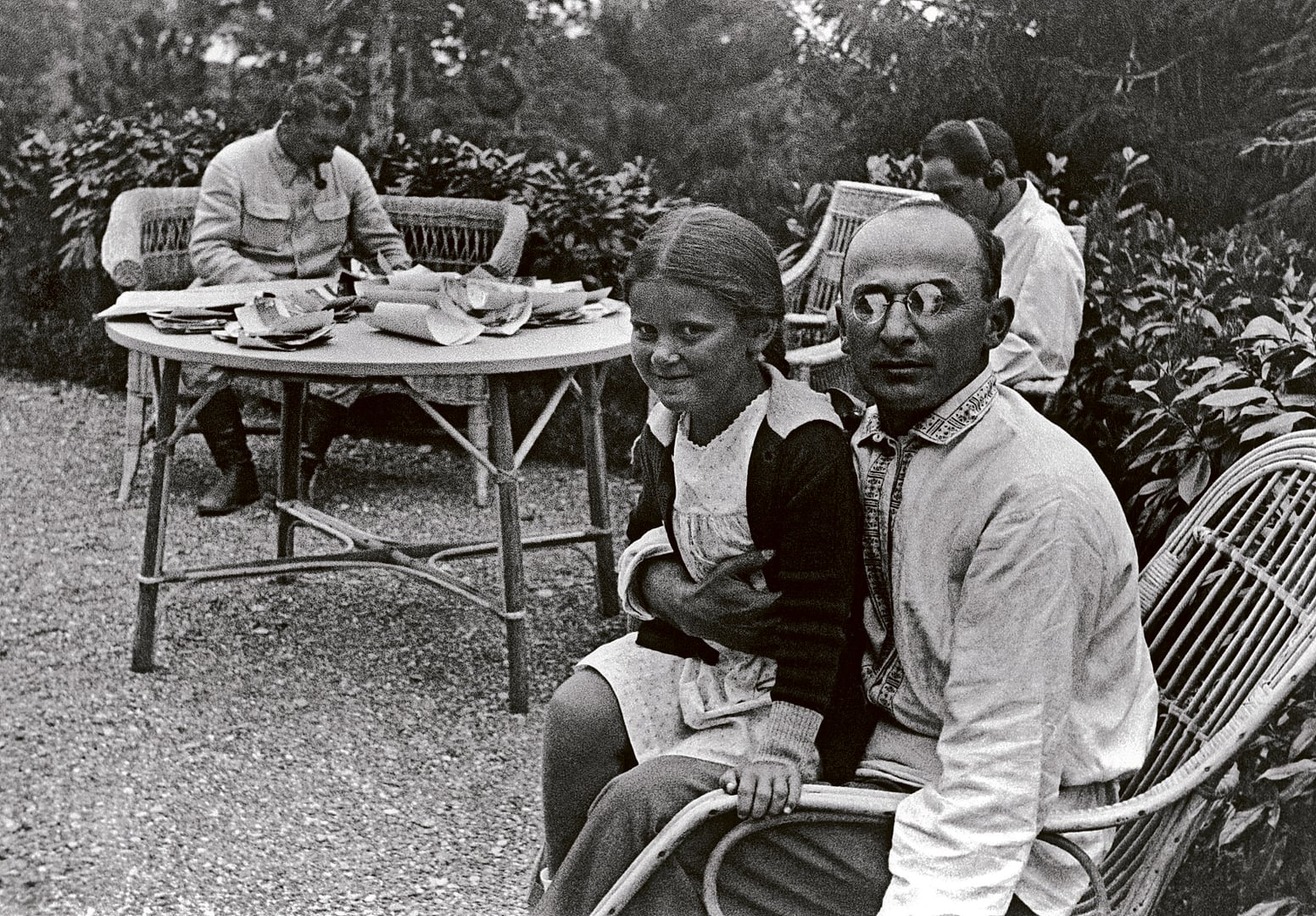
A jovem Svetlana Stalina sentada no colo de Beria, com Stalin (ao fundo) e Nestor Lakoba em 1931.

Beria e Josef Stalin se conheceram no verão de 1931, quando Stalin tirou um descanso de seis semanas em Tsqaltubo, e Beria assumiu pessoalmente a responsabilidade por sua segurança.  Stalin não ficou impressionado com a maioria dos líderes locais do partido, escolhidos pelo antigo chefe do partido georgiano, Sergo Ordzhonikidze, mas escrevendo a Lazar Kaganovich em agosto de 1932, Stalin comentou que "Beria causa uma boa impressão. Ele é um bom organizador, um funcionário eficiente e capaz". Mas de acordo com a filha de Stalin, Svetlana:
Ele era um espécime magnífico do cortesão astuto, a personificação da perfídia oriental, da bajulação e da hipocrisia que conseguiu confundir até mesmo meu pai, um homem a quem normalmente era difícil enganar. Boa parte do que esse monstro fez agora é uma mancha no nome do meu pai.

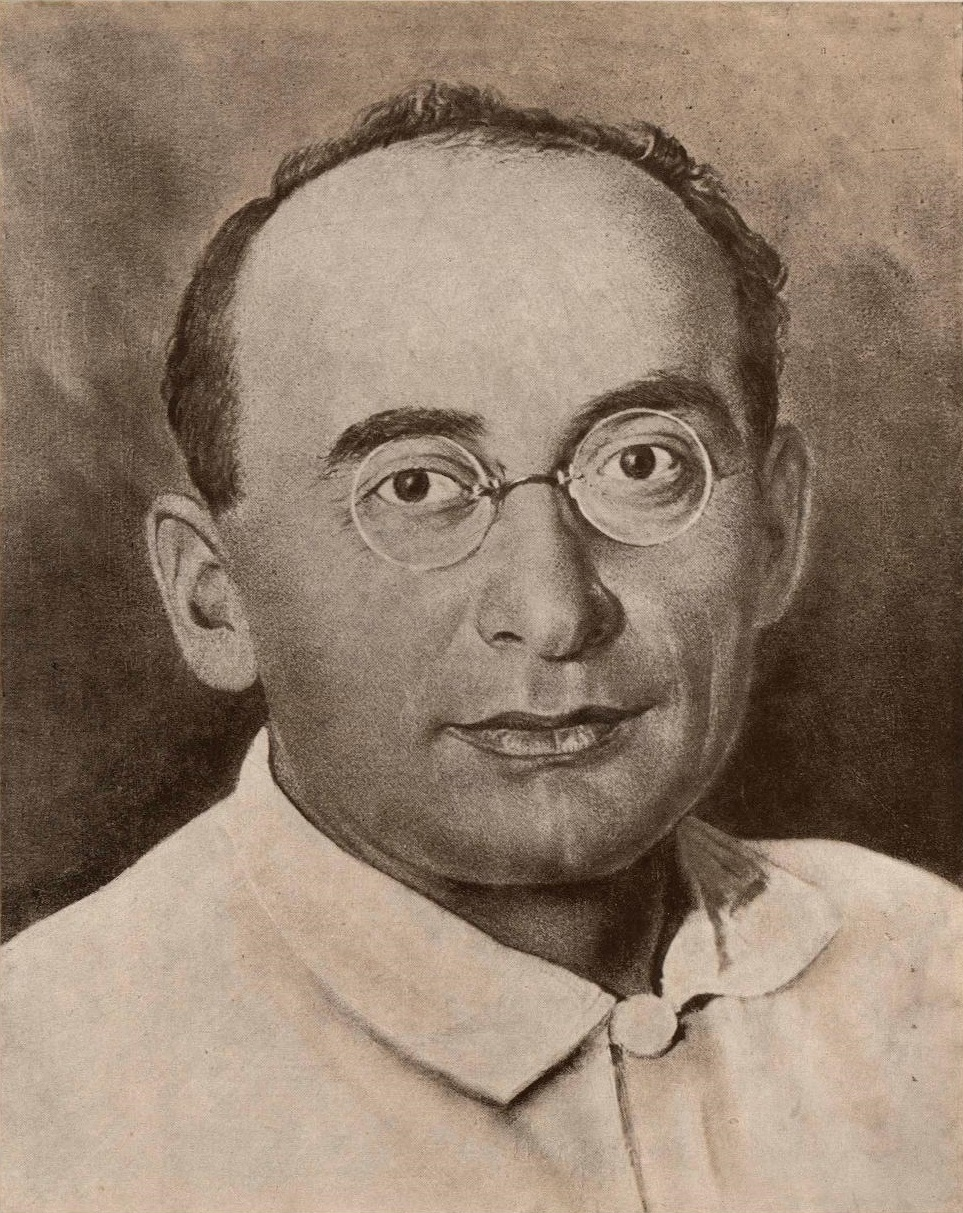
Beria em 1935

Em Outubro de 1931, quando Stalin propôs nomear Beria Segundo Secretário do Comité Central do Partido Comunista da Geórgia e Segundo Secretário do Partido Transcaucasiano, o Primeiro Secretário Lavrenty Kartvelishvili exclamou: "Recuso-me a trabalhar com esse charlatão!" Ordzhonikidze também se opôs à promoção. Kartvelishvili foi substituído por Mamia Orakhelashvili, que escreveu a Stalin e Ordzhonikidze em agosto de 1932 pedindo que lhe fosse permitido renunciar porque não podia trabalhar com Beria como seu vice. Em 9 de outubro de 1932, Beria foi nomeado líder do partido para toda a região da Transcaucásia. Ele também manteve seu cargo como Primeiro Secretário do PC da Geórgia. Em 1933, ele promoveu seu antigo aliado, Bagirov, à liderança do partido comunista do Azerbaijão. Tornou-se membro do Comitê Central do Partido Comunista da União Soviética em fevereiro de 1934.
Durante esse período, ele começou a atacar outros membros do Partido Comunista da Geórgia, particularmente Gaioz Devdariani, que atuou como Ministro da Educação da RSS da Geórgia. Beria ordenou a execução dos irmãos de Devdariani, George e Shalva. Em 1935, Beria consolidou seu lugar na comitiva de Stalin com um longo discurso intitulado "Sobre a história das organizações bolcheviques na Transcaucásia" (posteriormente publicado como um livro), que enfatizou o papel de Stalin. Citou o que supostamente eram relatórios policiais do início do século, que identificaram Stalin, sob seu nome real Jugashvili, como o líder dos social-democratas (marxistas) na Geórgia e no Azerbaijão, embora, como o historiador Bertram Wolfe observou: "Estas novas descobertas contam uma história diferente e até falam outra língua de todos os documentos policiais e reminiscências bolcheviques publicadas [...] enquanto Lenin estava vivo. A linguagem soa incomumente como a do próprio Beria".

## O Grande Expurgo
Nos primeiros anos de prisões em massa de membros do Partido Comunista e do governo soviético, que começaram após o assassinato do chefe do partido em Leningrado, Serguei Kirov (1º de dezembro de 1934), Beria foi um dos poucos líderes regionais do partido considerado implacável o suficiente para expurgar a região sob seu controle, sem interferência externa. Em 9 de julho de 1936, o Primeiro Secretário do Comitê Central do Partido Comunista Armênio, Aghasi Khanjian, foi encontrado morto devido a um ferimento de bala. Foi oficialmente anunciado que ele havia cometido suicídio, e ele foi denunciado retrospectivamente como inimigo do povo, mas em 1961, o então chefe da KGB, Alexander Shelepin, relatou que ele havia sido assassinado por Beria.
Em 26 de dezembro de 1936, Beria convocou o chefe do partido comunista da Abecásia, Nestor Lakoba, à sede do partido em Tbilisi. Beria recebeu Lakoba para jantar no dia seguinte, onde lhe serviram truta frita, a comida favorita de Lakoba e um copo de vinho envenenado. Eles foram à ópera depois do jantar, assistindo à peça Mzetchabuki (მზეჭაბუკი; "Menino-sol" em georgiano). Durante a apresentação, Lakoba mostrou os primeiros sinais de envenenamento e voltou para seu quarto de hotel, onde morreu na manhã seguinte. Oficialmente, Lakoba teria morrido de ataque cardíaco, embora um exame médico anterior em Moscou tivesse mostrado que ele tinha arteriosclerose (espessamento das artérias), cardiosclerose (espessamento do coração) e erisipela (inflamação da pele) na aurícula esquerda que levou à sua perda auditiva. Seu corpo foi devolvido a Sukhumi, embora todos os órgãos internos (que poderiam ter ajudado a identificar a causa da morte) tenham sido removidos. Lakoba foi acusado de “desvio nacionalista”, de ter ajudado Trotsky e de tentar matar Stalin e Beria.  Com a morte de Lakoba, Beria assumiu efectivamente o controlo da Abecásia e implementou uma política de “georgificação”.
Nos meses que se seguiram à morte de Lakoba, membros de sua família foram implicados em acusações contra o estado. Seus dois irmãos foram presos em 9 de abril de 1937, e sua mãe e Sariya foram presas em 23 de agosto daquele ano. Um julgamento de treze membros da família de Lakoba foi realizado entre 30 de outubro e 3 de novembro de 1937 em Sukhumi, com acusações que incluíam atividades contrarrevolucionárias, subversão e sabotagem, espionagem, terrorismo e organização insurgente na Abecásia. Nove dos réus, incluindo os dois irmãos de Lakoba, foram baleados na noite de 4 de Novembro. Rauf, o filho de 15 anos de Lakoba, tentou falar com Beria, que visitou Sukhumi para assistir ao início do julgamento. Ele também foi imediatamente preso. Sariya foi levada para Tbilisi e torturada para extrair uma declaração que implicasse Lakoba, mas recusou, mesmo depois de Rauf ter sido torturado à sua frente. Sariya morreria na prisão em Tbilisi em 16 de maio de 1939. Rauf foi enviado para um campo de trabalho e acabou sendo baleado em uma prisão de Sukhumi em 28 de julho de 1941.
Em Dezembro de 1936, Nikolai Yezhov, o recém-nomeado Comissário do Povo para os Assuntos Internos (NKVD), o ministério que supervisionava a segurança do Estado e as forças policiais, relatou que mais de 300 pessoas tinham sido presas na Geórgia nas semanas anteriores. Em Junho de 1937, Beria disse num discurso: "Que os nossos inimigos saibam que qualquer um que tente levantar a mão contra a vontade do nosso povo, contra a vontade do partido de Lenin e Stalin, será impiedosamente esmagado e destruído".
Em 20 de julho, ele escreveu a Stalin para relatar que havia mandado fuzilar 200 pessoas, estava prestes a enviar uma lista de outras 350 que também seriam fuziladas e que Shalva Eliava, Lavrenty Kartvelishvili, Maria Orakhelashvili (esposa de Mamia Orakhelashvili) e vários outros confessaram atividades contrarrevolucionárias, mas o próprio Mamia Orakhelashvili estava resistindo, embora tenha desmaiado repetidamente durante interrogatório e precisasse ser reanimado com cânfora. As provas contra todos eles, após a execução de Beria, consistiam em falsas confissões extraídas sob tortura. Supostamente, os tímpanos de Orakhelashvili foram perfurados e seus olhos arrancados.

## Chefe do NKVD

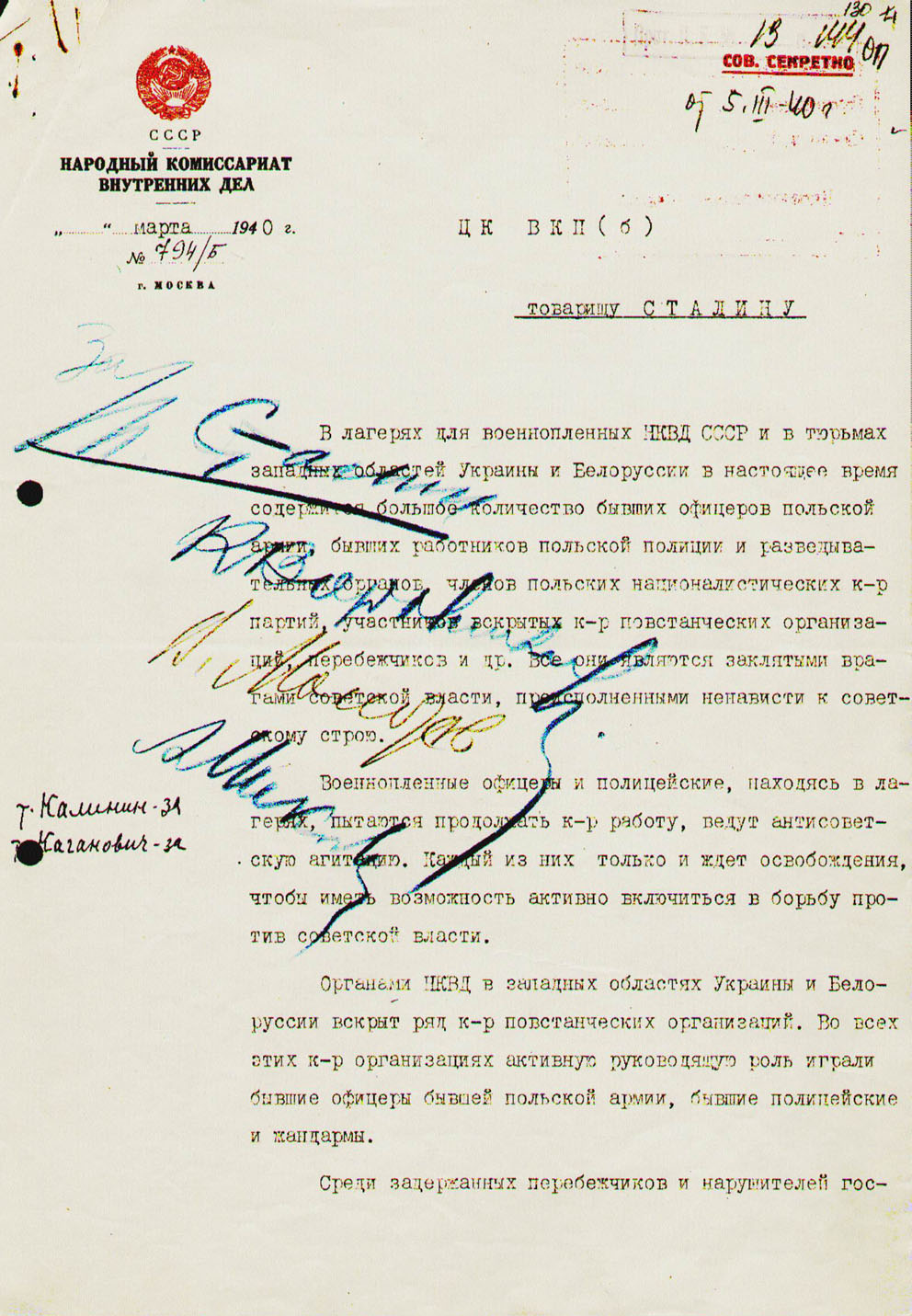
A primeira página do aviso de Beria (assinado por Stalin e vários outros oficiais), para matar aproximadamente 15 000 oficiais poloneses e cerca de 10 000 intelectuais na Floresta de Katyn e outros lugares na União Soviética.

Em agosto de 1938, Stalin trouxe Beria para Moscou como vice-chefe do NKVD. Sob Yezhov, a NKVD realizou o Grande Expurgo: a prisão ou execução de um grande número, possivelmente mais de um milhão, de cidadãos em toda a União Soviética como supostos "inimigos do povo". Em 1938, no entanto, a opressão havia se tornado tão extensa que estava prejudicando a infraestrutura, a economia e até mesmo as forças armadas do estado soviético, levando Stalin a encerrar o expurgo. Em setembro, Beria foi nomeado chefe da Administração Principal de Segurança do Estado (GUGB) do NKVD e, em novembro, sucedeu Yezhov como chefe do NKVD. Yezhov foi executado em 1940.

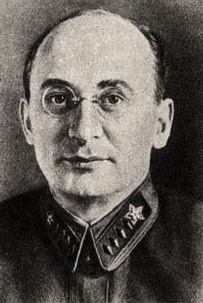
Beria como líder da NKVD

A nomeação de Beria marcou um alívio na repressão iniciada por Yezhov. Mais de 100 000 pessoas foram libertadas dos campos de trabalho. O governo admitiu oficialmente que houve algumas injustiças e "excessos" durante os expurgos, que foram atribuídos inteiramente a Yezhov. Mas a liberalização foi apenas relativa: prisões, torturas e execuções continuaram. Em 16 de janeiro de 1940, Beria enviou a Stalin uma lista de 457 "inimigos do povo", dos quais 346 estavam marcados para serem fuzilados. Eles incluíam Yezhov e seu irmão e sobrinhos; Mikhail Frinovsky e sua esposa e filho adolescente, Yefim Yevdokimov e sua esposa e filho adolescente, e dezenas de outros ex-oficiais da NKVD, e o renomado escritor Isaac Babel e o jornalista Mikhail Koltsov.

Alguns dos oficiais da NKVD promovidos por Beria, como Boris Rodos, Lev Shvartzman e Bogdan Kobulov, eram torturadores brutais que foram executados na década de 1950. O diretor de teatro Vsevolod Meyerhold descreveu ter sido espancado na coluna e nas solas dos pés até que "a dor era tão intensa que parecia que água fervente estava sendo despejada nessas áreas sensíveis". Seu registro de interrogatório foi assinado por Shvartzman. Robert Eikhe, um antigo alto funcionário do partido, foi espancado sadicamente e teve um olho arrancado por Rodos, no gabinete de Beria, enquanto Beria observava. Ele não apenas permitiu e encorajou o espancamento de prisioneiros, mas em alguns casos o executou pessoalmente. Um prisioneiro que sobreviveu para prestar depoimento na década de 1950 testemunhou que foi levado ao escritório de Beria e acusado de conspirar para explodir o metrô de Moscou, o que ele negou:
Beria me deu um tapa no rosto. Depois disso, me deram 30 minutos para pensar na sala ao lado, ao lado do seu escritório, de onde os gritos e gemidos dos espancados podiam ser ouvidos. Uma hora depois, chamado ao escritório, fui recebido com as palavras de Kobulov: "O que devemos começar a bater?"
Em março de 1939, Beria foi nomeado candidato a membro do Politburo do Partido Comunista. Embora não tenha se tornado membro pleno até 1946, ele já era um dos principais líderes do estado soviético. Em 1941, ele foi nomeado Comissário Geral da Segurança do Estado, o mais alto posto quase militar dentro do sistema policial soviético da época. Em 1940, o ritmo dos expurgos acelerou novamente. Durante esse período, Beria supervisionou deportações de pessoas identificadas como "inimigos políticos" da Polônia, Lituânia, Letônia e Estônia após a ocupação soviética desses países.
Em 5 de março de 1940, após a Terceira Conferência Gestapo-NKVD realizada em Zakopane, Beria enviou uma nota (nº 794/B) a Stalin na qual afirmava que os prisioneiros de guerra poloneses mantidos em campos e prisões no oeste da Bielorrússia e na Ucrânia eram inimigos da União Soviética e recomendava sua execução. A maioria deles eram oficiais militares, mas também havia intelectuais, médicos, padres e outros, num total de 22 000 pessoas. Com a aprovação de Stalin, a NKVD de Beria executou-os no que ficou conhecido como o massacre de Katyn.
De outubro de 1940 a fevereiro de 1942, o NKVD sob o comando de Beria realizou um novo expurgo no Exército Vermelho e nas indústrias relacionadas. Em fevereiro de 1941, Beria tornou-se vice-presidente do Conselho dos Comissários do Povo e, em junho, após a invasão da União Soviética pela Alemanha nazista, tornou-se membro do Comitê de Defesa do Estado (GKO). Durante a Segunda Guerra Mundial, ele assumiu grandes responsabilidades domésticas e mobilizou milhões de pessoas presas nos campos de Gulags da NKVD para a produção em tempo de guerra. Ele assumiu o controle da fabricação de armamentos e (com Georgy Malenkov) de aeronaves e motores de aeronaves. Este foi o início da aliança de Beria com Malenkov, que mais tarde se tornou de importância central.
Em 1944, quando a União Soviética repeliu a invasão alemã, Beria foi colocado no comando das várias minorias étnicas acusadas de antissovietismo e/ou colaboração com os invasores, incluindo os Bálcaros, Carachais, Chechenos, Inguches, Tártaros da Crimeia, Calmucos, Gregos Pônticos e Alemães do Volga.  Todos esses grupos foram deportados para a Ásia Central Soviética.
Em dezembro de 1944, o NKVD supervisionou o projeto da bomba atômica soviética ("Tarefa Nº 1"), que construiu e testou uma bomba até 29 de agosto de 1949. O projeto exigiu muita mão de obra. Pelo menos 330 000 pessoas, incluindo 10 000 técnicos, estavam envolvidas. O sistema Gulag forneceu dezenas de milhares de pessoas para trabalhar em minas de urânio e para a construção e operação de usinas de processamento de urânio. Eles também construíram instalações de teste, como as de Semipalatinsk e no arquipélago de Novaya Zemlya.
Em julho de 1945, quando as patentes da polícia soviética foram convertidas para um sistema de uniforme militar, a patente de Beria foi oficialmente convertida para a de Marechal da União Soviética. Embora ele nunca tenha ocupado um comando militar tradicional, ele fez uma contribuição significativa para a vitória da União Soviética na guerra por meio de sua organização da produção em tempo de guerra e seu uso de guerrilheiros. No exterior, Beria se encontrou com Kim Il-sung, o futuro líder da Coreia do Norte, várias vezes quando as tropas soviéticas declararam guerra ao Japão e ocuparam a metade norte da Coreia a partir de agosto de 1945. Beria recomendou que Stalin instalasse um líder comunista nos territórios ocupados.

## Política pós-guerra
Com Stalin se aproximando dos 70 anos, uma luta oculta pela sucessão entre sua comitiva dominou a política soviética. No final da guerra, Andrei Zhdanov, que serviu como líder do Partido Comunista em Leningrado (hoje São Petersburgo) durante a guerra, parecia o candidato mais provável. Depois de 1946, Beria formou uma aliança com Malenkov para conter a ascensão de Zhdanov. Em janeiro de 1946, Beria renunciou ao cargo de chefe do NKVD, mantendo o controle geral sobre questões de segurança nacional como vice-primeiro-ministro e curador dos Órgãos de Segurança do Estado sob Stalin. No entanto, o novo chefe da NKVD, Sergei Kruglov, não era um apoiador de Beria. Também no verão de 1946, o homem de Beria, Vsevolod Merkulov, foi substituído como chefe do Ministério da Segurança do Estado (MGB) por Viktor Abakumov.
Abakumov chefiou a SMERSH de 1943 a 1946; seu relacionamento com Beria envolvia estreita colaboração (já que Abakumov devia sua ascensão ao apoio e estima de Beria), mas também rivalidade. Stalin começou a encorajar Abakumov a formar a sua própria rede dentro do MGB para combater o domínio de Beria nos ministérios do poder. Kruglov e Abakumov agiram rapidamente para substituir os homens de Beria no aparato de segurança por novas pessoas. Muito em breve, o vice-ministro Stepan Mamulov, do Ministério de Assuntos Internos (MVD), tornou-se o único aliado próximo de Beria que restou fora da inteligência estrangeira, sobre a qual Beria manteve controle.
Nos meses seguintes, Abakumov começou a realizar operações importantes sem consultar Beria, muitas vezes trabalhando com Jdanov e sob ordens diretas de Stalin. Uma das primeiras ações desse tipo envolveu o caso do Comitê Antifascista Judaico, que começou em outubro de 1946 e acabou levando ao assassinato de Solomon Mikhoels e à prisão de muitos outros membros. Após a morte de Zhdanov em agosto de 1948, Beria e Malenkov consolidaram seu poder por meio de um expurgo dos associados de Zhdanov no chamado "Caso Leningrado". Os executados incluíam o vice de Zhdanov, Alexey Kuznetsov; o chefe económico, Nikolai Voznesensky; o chefe do Partido em Leningrado, Pyotr Popkov; e o Primeiro-Ministro da República Socialista Federativa Soviética da Rússia, Mikhail Rodionov.
No entanto, Beria não conseguiu expurgar Mikhail Suslov, a quem ele odiava. Beria sentia-se cada vez mais desconfortável com o crescente relacionamento de Suslov com Stalin. O historiador russo Roy Medvedev especula em seu livro, Neizvestnyi Stalin, que Stalin fez de Suslov seu "herdeiro secreto".  Evidentemente, Beria sentiu-se tão ameaçado por Suslov que, após a sua prisão em 1953, foram encontrados documentos no seu cofre que rotulavam Suslov como a pessoa número 1 que ele queria "eliminar". 
Durante os anos do pós-guerra, Beria supervisionou o estabelecimento de regimes comunistas na Europa Oriental e escolheu os seus líderes apoiados pelos soviéticos.  A partir de 1948, Abakumov iniciou várias investigações contra esses líderes, que culminaram com a prisão em novembro de 1952 de Rudolf Slánský, Bedřich Geminder e outros na Tchecoslováquia. Esses homens eram frequentemente acusados de sionismo, "cosmopolitismo sem raízes" e de fornecer armas a Israel. Tais acusações perturbaram profundamente Beria, pois ele havia ordenado diretamente a venda de grandes quantidades de armas tchecas para Israel. No total, catorze líderes comunistas checoslovacos, onze deles judeus, foram julgados, condenados e executados como parte da política soviética para cortejar os nacionalistas árabes, que culminou no importante acordo de armas checo-egípcio de 1955.
A Conspiração dos Médicos começou em 1951, quando vários médicos judeus proeminentes do país foram acusados de envenenar importantes líderes soviéticos e presos. Ao mesmo tempo, a imprensa soviética iniciou uma campanha de propaganda antissemita, eufemisticamente denominada de "luta contra o cosmopolitismo sem raízes". Inicialmente, 37 homens foram presos, mas o número rapidamente cresceu para centenas. Dezenas de judeus soviéticos foram demitidos de seus empregos, presos, enviados para o Gulag ou executados. A "conspiração" foi presumivelmente inventada por Stalin. Poucos dias após a morte de Stalin, em 5 de março de 1953, Beria libertou todos os médicos presos, anunciou que todo o assunto era inventado e prendeu os funcionários do MGB diretamente envolvidos.

## Morte de Stalin
O assessor de Stalin, Vasili Lozgachev, relatou que Beria e Malenkov foram os primeiros membros do Politburo a ver a condição de Stalin quando ele foi encontrado inconsciente. Eles chegaram à dacha de Stalin em Kuntsevo às 03h00 do dia 2 de março de 1953, após serem chamados por Nikita Khrushchev e Nikolai Bulganin. Os dois últimos não queriam arriscar a ira de Stalin entrando nos seus aposentos privados. Lozgachev tentou explicar a Beria que o inconsciente Stalin (ainda com suas roupas sujas) estava "doente e precisava de atenção médica". Beria rejeitou com raiva suas alegações como se fossem uma forma de alarmismo e saiu rapidamente, ordenando-lhe: "Não nos incomode, não cause pânico e não perturbe o camarada Stalin!". Alexsei Rybin, guarda-costas de Stalin, relembrou: "Ninguém queria telefonar para Beria, já que a maioria dos guarda-costas pessoais odiava Beria".
A chamada para um médico foi adiada por doze horas inteiras depois que Stalin ficou paralisado, incontinente e incapaz de falar. Esta decisão é considerada "extraordinária" pelo historiador Simon Sebag Montefiore, mas também consistente com a política stalinista padrão de adiar toda a tomada de decisão (não importa quão crucial ou óbvia) sem ordens oficiais de autoridade superior. A decisão de Beria de evitar chamar imediatamente um médico foi tacitamente apoiada (ou pelo menos não contestada) pelo resto do Politburo, que estava sem rumo sem a microgestão de Stalin e paralisado por um medo legítimo de que ele se recuperasse subitamente e tomasse represálias contra qualquer um que ousasse agir sem as suas ordens.  A desconfiança de Stalin em relação aos médicos na sequência da Conspiração dos Médicos era bem conhecida na altura da sua doença; o seu médico privado estava a ser torturado na cave do Lubyanka por sugerir que o líder necessitava de mais repouso na cama. Khrushchev escreveu em suas memórias que Beria, imediatamente após o derrame de Stalin, começou a "espalhar ódio contra [Stalin] e zombar dele". Quando Stalin mostrou sinais de consciência, Beria caiu de joelhos e beijou sua mão. Quando Stalin caiu inconsciente novamente, Beria imediatamente se levantou e cuspiu.
Após a morte de Stalin em 5 de março de 1953, as ambições de Beria ganharam força total. No silêncio desconfortável que se seguiu à cessação das últimas agonias de Stalin, ele foi o primeiro a lançar-se para beijar o seu corpo sem vida (um movimento comparado por Montefiore a "arrancar o anel de um rei morto do seu dedo").  Enquanto o resto do círculo íntimo de Stalin (mesmo Molotov, salvo da liquidação certa) soluçava descaradamente sobre o corpo, Beria parecia "radiante", "regenerado" e "brilhante com um prazer mal disfarçado". Quando Beria saiu da sala, ele quebrou a atmosfera sombria gritando alto pelo seu motorista, sua voz ecoando com o que a filha de Stalin, Svetlana Alliluyeva, chamou de "o anel do triunfo revelado". Alliluyeva percebeu como o Politburo parecia abertamente assustado com Beria e nervoso com sua ousada demonstração de ambição. "Ele está partindo para tomar o poder", Mikoyan lembrou-se de ter murmurado para Khrushchev. Isso levou a uma corrida "frenética" para as suas próprias limusines para interceptá-lo no Kremlin.
A morte de Stalin impediu um expurgo final dos Velhos Bolcheviques Mikoyan e Molotov, para o qual Stalin estava preparando o terreno no ano anterior à sua morte. Pouco depois da morte de Stalin, Beria anunciou triunfantemente ao Politburo que ele havia "acabado com [Stalin]" e "salvado [nós] a todos", de acordo com as memórias de Molotov. A afirmação de que Stalin foi envenenado pelos associados de Beria foi apoiada por Edvard Radzinsky e outros autores.  De 1939 a 1953, o Laboratório Soviético de Venenos esteve sob a supervisão direta de Beria e seu vice, Vsevolod Merkulov. Segundo Radzinsky, Stalin foi envenenado por um guarda-costas sênior. O filho de Beria, Sergo Beria, relatou mais tarde que, após a morte de Stalin, sua mãe Nina disse ao marido que "sua posição agora é ainda mais precária do que quando Stalin estava vivo". Alguns autores alegaram que Stalin "pode ter sido envenenado"  usando o anticoagulante varfarina, embora outros tenham argumentado que "a descrição que temos da doença de Stalin não corresponde à aparência ou ao cronograma de pacientes que sofrem overdoses graves de varfarina ou relacionadas à varfarina". Além disso, no final de sua vida, Stalin estava "obcecado com a possibilidade de ser envenenado", e que, dada sua paranóia, "é difícil imaginar um cenário em que Beria ou outro conspirador pudesse ter colocado um anticoagulante em sua bebida".

## Primeiro Vice-Primeiro-Ministro e triunvirato soviético
Após a morte de Stalin, Beria foi nomeado primeiro vice-primeiro-ministro e renomeado chefe do MVD, que ele fundiu com o MGB. Seu aliado próximo Malenkov era o novo primeiro-ministro e inicialmente o homem mais poderoso na liderança pós-Stalin. Beria era o segundo mais poderoso e, dada a fraqueza pessoal de Malenkov, estava prestes a se tornar o poder por trás do trono e, por fim, o próprio líder. Khrushchev tornou-se secretário do Partido. Kliment Voroshilov tornou-se presidente do Presidium do Soviete Supremo (o chefe de estado nominal).
Beria empreendeu algumas medidas de liberalização imediatamente após a morte de Stalin. Ele reorganizou o MVD e reduziu drasticamente seu poder econômico e responsabilidades penais. Vários projetos de construção dispendiosos, como a ferrovia Salekhard–Igarka, foram abandonados e as empresas industriais restantes foram afiliadas a outros ministérios económicos. O sistema Gulag foi transferido para o Ministério da Justiça e foi anunciada uma libertação em massa de mais de um milhão de prisioneiros, embora apenas os prisioneiros condenados por crimes "não políticos" tenham sido libertados. Essa amnistia levou a um aumento substancial da criminalidade e seria mais tarde usada contra Beria pelos seus rivais.
Para consolidar o poder, Beria também tomou medidas para reconhecer os direitos de nacionalidades não russas. Como georgiano, ele questionou a política tradicional de russificação e encorajou autoridades locais a afirmarem suas próprias identidades. Ele voltou-se primeiro para a Geórgia, onde o caso Mingreliano inventado por Stalin foi cancelado e os principais cargos da república foram preenchidos por georgianos pró-Beria. As políticas de Beria de conceder mais autonomia à RSS da Ucrânia alarmaram Khrushchev, para quem a Ucrânia era uma base de poder. Khrushchev tentou então atrair Malenkov para o seu lado, avisando que "Beria está afiando suas facas".
Khrushchev se opôs à aliança entre Beria e Malenkov, mas inicialmente não conseguiu desafiá-los. A oportunidade de Khrushchev surgiu em junho de 1953, quando uma revolta espontânea contra o regime comunista da Alemanha Oriental eclodiu em Berlim Oriental. Com base nas declarações de Beria, outros líderes suspeitaram que, após a revolta, ele consideraria trocar a reunificação da Alemanha e o fim da Guerra Fria pelo apoio dos Estados Unidos, como havia sido recebido na Segunda Guerra Mundial.
O custo da guerra ainda pesava muito sobre a economia soviética. Beria ansiava pelos vastos recursos financeiros que outro relacionamento (mais sustentado) com os EUA poderia proporcionar. De acordo com algumas fontes posteriores, ele supostamente até considerou dar às RSS da Estônia, Letônia e Lituânia "perspectivas sérias de autonomia nacional", possivelmente semelhantes aos estados satélites soviéticos na Europa. Beria disse sobre a Alemanha Oriental: "Não é nem mesmo um estado real, mas sim um estado mantido apenas pelas tropas soviéticas".  A revolta da Alemanha Oriental convenceu Molotov, Malenkov e Bulganin de que as políticas de Beria eram perigosas e desestabilizadoras para o poder soviético.
Em 21 de junho de 1953, Khrushchev foi contatado pelo chefe do MVD, Timofei Strokach, um colega seu de guerra, que o avisou que Beria estava se preparando para um golpe em Moscou e o ameaçou pessoalmente, dizendo "nós o expulsaremos do MVD, o prenderemos e o deixaremos apodrecer nos campos". Ele alegou que Beria pretendia enviar divisões especiais do MVD para Moscou para ajudá-lo a tomar o poder, e que vários agentes do MVD se gabaram de que o MVD se tornaria independente dos órgãos do Partido e que "um chefe regional do MVD não responderia mais ao secretário do Partido". Em poucos dias, Khrushchev persuadiu os outros líderes a apoiar um golpe de estado contra Beria.

## Prisão, julgamento e execução

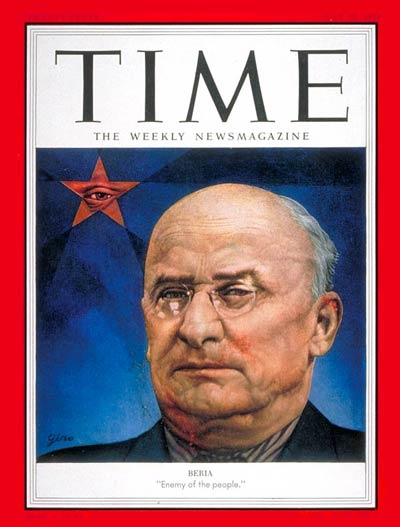
Beria na capa da Time, 20 de julho de 1953

Beria, como primeiro vice-presidente do Conselho de Ministros e um membro influente do Politburo, via-se como sucessor de Stalin, enquanto outros membros do Politburo tinham pensamentos contrastantes sobre a liderança futura. Em 26 de junho de 1953, Beria foi preso e mantido em um local não revelado perto de Moscou. Os relatos de sua queda variam consideravelmente. O consenso histórico é que Khrushchev preparou uma emboscada elaborada, convocando uma reunião do Presidium em 26 de junho, onde de repente lançou um ataque mordaz a Beria, acusando-o de ser um traidor e espião a serviço das agências de inteligência britânicas. Beria foi pego completamente de surpresa. Ele perguntou: "O que está acontecendo, Nikita Sergeyevich? Por que você está catando pulgas nas minhas calças?" Quando Beria finalmente percebeu o que estava acontecendo e apelou lamentosamente para Malenkov falar por ele, Malenkov silenciosamente abaixou a cabeça e apertou um botão em sua mesa. Este foi um sinal combinado para o marechal Gueorgui Júkov e um grupo de oficiais armados em uma sala próxima, que invadiram e prenderam Beria.[a]
Como os homens de Beria estavam guardando o Kremlin na época, ele foi mantido lá em uma cela especial até o anoitecer e depois contrabandeado para fora no porta-malas de um carro. Ele foi levado primeiro para a guarita de Moscou e depois para o bunker do quartel-general do Distrito Militar de Moscou.  O ministro da Defesa, Bulganin, ordenou que a Divisão de Tanques Kantemirovskaya e a Divisão de Fuzileiros Motorizados Tamanskaya se deslocassem para Moscou para impedir que as forças de segurança leais a Beria o resgatassem. Muitos subordinados, protegidos e associados de Beria também foram presos e posteriormente executados, entre eles Merkulov, Bogdan Kobulov, Sergey Goglidze, Vladimir Dekanozov, Pavel Meshik e Lev Vlodzimirsky.
Após a prisão de Beria, o Politburo emitiu um decreto removendo-o formalmente de seus cargos como "traidor e agente capitalista" e acusou ele e seus co-réus de tentar colocar o MVD acima do partido em uma tentativa de tomar o poder e liquidar o regime soviético. Um editorial do Pravda de 10 de julho repetiu estas acusações e fez uma série de outras acusações, alegando que Beria tinha causado escassez de alimentos ao minar o sistema de quintas colectivas soviéticas, e afirmou que as suas políticas de liberalização (nas quais vários funcionários russos na Letónia foram demitidos dos seus cargos) tinham como objectivo incitar ao ódio étnico e minar a amizade do povo soviético.
Vyacheslav Malyshev sucedeu Beria como chefe do projeto de armas nucleares soviéticas. Após uma revisão da documentação do projeto durante o verão de 1953, descobriu-se que Beria havia iniciado o desenvolvimento de armas termonucleares sem a aprovação do Comitê Central, que ficou "chocado" com a revelação. Beria até mesmo riscou o bloco de assinatura de Malenkov e assinou ele mesmo. "Evidentemente, Beria estava suficientemente confiante na sua ascensão ao poder para assumir que comandaria a autoridade exclusiva quando o projecto termonuclear estivesse pronto para ser testado".
Beria e seus homens foram julgados por uma "sessão especial" (специальное судебное присутствие) da Suprema Corte da União Soviética em 23 de dezembro de 1953, sem advogado de defesa e sem direito de apelação. O marechal Ivan Konev era o presidente do tribunal. Beria foi considerado culpado de:
1. Traição. Foi alegado que ele mantinha conexões secretas com serviços de inteligência estrangeiros. Em particular, tentativas de iniciar negociações de paz com Adolf Hitler em 1941 por meio do embaixador do Reino da Bulgária foram classificadas como traição, embora Beria estivesse agindo sob ordens de Stalin e Molotov. Também foi alegado que Beria, que em 1942 ajudou a organizar a defesa do Cáucaso do Norte, tentou deixar os alemães ocuparem o Cáucaso. A sugestão de Beria aos seus assistentes de que, para melhorar as relações exteriores, seria razoável transferir o Oblast de Kaliningrado para a Alemanha, parte da Carélia para a Finlândia, a RSS da Moldávia para a Romênia e as Ilhas Curilas para o Japão também faziam parte das alegações contra ele.
2. Terrorismo. A participação de Beria no expurgo do Exército Vermelho em 1941 foi classificada como um ato de terrorismo.
3. Atividade contrarrevolucionária durante a Guerra Civil Russa. Em 1919, Beria trabalhou no serviço de segurança da República Democrática do Azerbaijão. Beria afirmou que foi designado para esse trabalho pelo partido Hummet, que posteriormente se fundiu com o Partido Adalat, o Partido Ahrar e os bolcheviques de Baku para estabelecer o Partido Comunista do Azerbaijão.

Beria e todos os outros réus foram condenados à morte no dia do julgamento. Os outros seis réus – Dekanozov, Merkulov, Vlodzimirsky, Meshik, Goglidze e Kobulov – foram fuzilados imediatamente após o término do julgamento. Beria foi executado separadamente; ele supostamente implorou de joelhos antes de cair no chão chorando.  Ele foi baleado na testa pelo General Pavel Batitsky. Os seus momentos finais foram muito semelhantes aos do seu antecessor, Nikolai Yezhov, que implorou pela sua vida antes da sua execução em 1940. O corpo de Beria foi cremado e os restos mortais enterrados na vala comum nº 3 do cemitério do Mosteiro de Donskoi, em Moscou. O arquivo pessoal de Beria (que supostamente incluía material "comprometedor" sobre os seus antigos colegas) foi destruído por ordem de Khrushchev.

## Predação sexual
No julgamento de Beria, em 1953, soube-se que ele havia cometido inúmeros estupros durante os anos em que foi chefe da NKVD. Montefiore conclui que a informação “revela um predador sexual que usou seu poder para se entregar à depravação obsessiva”. Apesar das provas em contrário, as acusações de abuso sexual foram contestadas pela sua esposa Nina e pelo seu filho Sergo.
De acordo com o testemunho do Coronel Rafael Semyonovich Sarkisov e do Coronel Sardion Nikolaevich Nadaraia – dois guarda-costas de Beria – nas noites quentes da guerra, Beria costumava passear por Moscou em sua limusine. Ele indicava às jovens que queria que fossem levadas para sua dacha, onde vinho e um banquete as aguardavam. Depois do jantar, Beria levava as mulheres para seu escritório com isolamento acústico e as estuprava. Além disso, um relatório americano de 1952 citou um antigo moscovita que "soube de uma das amantes de Beria que era hábito deste ordenar a várias mulheres que se tornassem íntimas dele e que ele as ameaçava com a prisão se recusassem".
Seus guarda-costas relataram que suas funções incluíam entregar um buquê de flores a cada vítima quando ela saísse de casa. Aceitá-lo implicava que o sexo havia sido consensual; a recusa significaria prisão. Sarkisov relatou que, depois que uma mulher rejeitou as investidas de Beria e saiu correndo de seu escritório, Sarkisov, por engano, entregou-lhe as flores mesmo assim. Beria, enfurecido, declarou: "Agora, não é um buquê, é uma coroa de flores! Que apodreça em seu túmulo!" A NKVD prendeu a mulher no dia seguinte.
O depoimento de Sarkisov e Nadaraia foi parcialmente corroborado por Edward Ellis Smith, um americano que serviu na embaixada dos EUA em Moscou depois da guerra. De acordo com a historiadora Amy Knight, "Smith observou que as escapadas de Beria eram de conhecimento comum entre o pessoal da embaixada porque sua casa ficava na mesma rua de uma residência para americanos, e aqueles que moravam lá viam garotas sendo levadas para a casa de Beria tarde da noite em uma limusine".
As mulheres também se submetiam aos avanços sexuais de Beria em troca da promessa de liberdade para parentes presos. Em um caso, Beria escolheu Tatiana Okunevskaya, uma conhecida atriz soviética, sob o pretexto de levá-la para se apresentar no Politburo. Em vez disso, ele a levou para sua dacha, onde se ofereceu para libertar seu pai e sua avó da prisão se ela se submetesse. Ele então a estuprou, dizendo: "Grite ou não, não importa". Na verdade, Beria sabia que os parentes de Okunevskaya haviam sido executados meses antes. Okunevskaya foi presa pouco depois e condenada à prisão solitária no gulag, à qual sobreviveu.
Stalin e outros altos funcionários passaram a desconfiar de Beria. Em uma ocasião, quando Stalin soube que sua filha adolescente, Svetlana, estava sozinha com Beria em sua casa, ele telefonou para ela e disse para ela ir embora imediatamente. Quando Beria elogiou a beleza da filha de Alexander Poskrebyshev, Poskrebyshev rapidamente a puxou de lado e a instruiu: "Nunca aceite carona de Beria". Depois de se interessar pela nora de Kliment Voroshilov durante uma festa em sua dacha de verão, Beria seguiu seu carro de perto durante todo o caminho de volta ao Kremlin, aterrorizando sua esposa.
Antes e durante a guerra, Beria ordenou que Sarkisov mantivesse uma lista com os nomes e números de telefone das mulheres com quem ele fez sexo. Por fim, ele ordenou que Sarkisov destruísse a lista por considerá-la um risco à segurança, mas Sarkisov manteve uma cópia secreta. Quando a queda de Beria do poder começou, Sarkisov passou a lista para Viktor Abakumov, o antigo chefe da SMERSH durante a guerra e agora chefe do MGB. – o sucessor do NKVD. Abakumov já estava construindo agressivamente um caso contra Beria. Stalin, que também procurava minar Beria, ficou entusiasmado com os registos detalhados mantidos por Sarkisov, exigindo: "Enviem-me tudo o que este idiota escrever!"  Em 2003, o governo russo reconheceu a lista manuscrita de Sarkisov das vítimas de Beria, que alegadamente contém centenas de nomes. Os nomes das vítimas também foram divulgados ao público em 2003.
Evidências sugerem que Beria também assassinou algumas dessas mulheres. Em 1993, trabalhadores da construção civil que instalavam postes de iluminação pública desenterraram ossos humanos perto da vila de Beria em Moscou (hoje embaixada da Tunísia). Foram encontrados crânios, pélvis e ossos das pernas. Em 1998, foram descobertos restos mortais de cinco jovens mulheres durante trabalhos realizados nas canalizações de água do jardim da mesma villa. Em 2011, trabalhadores da construção civil que cavavam uma vala no centro da cidade de Moscou desenterraram uma vala comum perto da mesma residência contendo uma pilha de ossos humanos, incluindo dois crânios de crianças cobertos com cal ou cloro. A falta de peças de roupa e as condições dos restos mortais indicam que esses corpos foram enterrados nus.
De acordo com Martin Sixsmith, em um documentário da BBC, "Beria passava as noites sequestrando adolescentes nas ruas e trazendo-os aqui para estuprá-los. Aqueles que resistiam eram estrangulados e enterrados no jardim de rosas de sua esposa". Vladimir Zharov, chefe do Departamento de Medicina Forense da Universidade Estatal de Moscou e então chefe do departamento de perícia criminal, disse que uma câmara de tortura existia no porão da vila de Beria e que provavelmente havia uma passagem subterrânea para os locais de sepultamento.

## Prêmios e honrarias
Beria foi destituído de todos os títulos e prêmios em 23 de dezembro de 1953.

### União Soviética
- Herói do Trabalho Socialista (1943)
- Ordem de Lenin (1935, 1943, 1945, 1949, 1949)
- Ordem do Estandarte Vermelho (1924, 1942, 1944)
- Ordem de Suvorov, 1ª classe (1944)
- Medalha "Pela Vitória sobre a Alemanha na Grande Guerra Patriótica 1941-1945" (1945)
- Medalha "Pela Defesa de Stalingrado" (1942)
- Medalha "Pela Defesa de Moscou" (1944)
- Medalha "Pela Defesa do Cáucaso" (1944)
- Medalha do Jubileu "30 Anos do Exército e da Marinha Soviética" (1948)
- Medalha "Em Comemoração do 800º Aniversário de Moscou" (1947)
- Oficial Honorário de Segurança do Estado, duas vezes
- Prêmio Stalin (1949, 1951)

#### Repúblicas Soviéticas
- Ordem do Estandarte Vermelho do Trabalho (República Socialista Soviética da Armênia)
- Ordem do Estandarte Vermelho do Trabalho (República Socialista Soviética do Azerbaijão)
- Ordem do Estandarte Vermelho do Trabalho (República Socialista Soviética da Geórgia)
- Ordem do Estandarte Vermelho (República Socialista Soviética da Geórgia)
- Ordem da República (República Popular de Tuva)

### Mongólia
- Ordem de Sukhbaatar (Mongólia)
- Ordem do Estandarte Vermelho (Mongólia)
- Medalha "25 Anos da Revolução Popular Mongol" (Mongólia)

## Na cultura popular

### Teatro
Beria é o personagem central de Good Night, Uncle Joe, do dramaturgo canadense David Elendune. A peça é um relato ficcional dos eventos que levaram à morte de Stalin.

### Filmes
O diretor de cinema georgiano Tengiz Abuladze baseou o personagem do ditador Varlam Aravidze em Beria em seu filme Pokayaniye, de 1984. Embora proibido na União Soviética por sua crítica semi-alegórica ao stalinismo, estreou no Festival de Cinema de Cannes de 1987, ganhando o Prêmio FIPRESCI, o Grand Prix e o Prêmio do Júri Ecumênico.
Beria foi interpretado pelo ator britânico Bob Hoskins no filme Inner Circle, de 1991, e por David Suchet em Red Monarch.
Simon Russell Beale interpretou Beria no filme satírico de 2017 The Death of Stalin.

### Televisão
Na produção de 1958 da CBS de "The Plot to Kill Stalin" para a Playhouse 90, Beria foi interpretado por E. G. Marshall. No filme Stalin, da HBO, de 1992, Roshan Seth foi escalado como Beria.
Na adaptação cinematográfica de 1999, A Revolução dos Bichos, baseada no romance de George Orwell, o guarda-costas de Napoleão, Pincher, representa Beria.
Beria aparece no terceiro episódio ("Superbomb") da série de documentários dramáticos de quatro partes da BBC de 2007, Nuclear Secrets, interpretado por Boris Isarov. Na série documental da BBC de 2008, World War II Behind Closed Doors: Stalin, the Nazis and the West, Beria foi interpretado pelo ator polonês Krzysztof Dracz.
Na história de Doctor Who de 1969, The War Games, o ator Philip Madoc baseou o frio e maligno Senhor da Guerra em Beria, usando até mesmo seus óculos pince-nez.

### Literatura
Alan Williams escreveu um romance de espionagem intitulado The Beria Papers, cujo enredo gira em torno dos supostos diários secretos de Beria registrando suas depravações políticas e sexuais.
Na abertura de The Alteration, de Kingsley Amis, Beria aparece como "Monsenhor Laurentius", emparelhado com o clérigo vestido de preto "Monsenhor Henricus" (Heinrich Himmler) da Inquisição.
Beria é um personagem significativo na série de romances de história alternativa / invasão alienígena Worldwar, de Harry Turtledove, assim como na série Axis of Time, de John Birmingham.
No romance Noble House de 1981, de James Clavell, ambientado em Hong Kong em 1963, o personagem principal Ian Dunross recebe um conjunto de documentos secretos sobre uma rede de espionagem soviética em Hong Kong, codinome "Sevrin", assinados por um L.B. (Lavrentiy Beria).
A prisão e execução de Beria são recriadas no romance Moscow Rules, de Robert Moss, como parte da ascensão do sogro do personagem principal Alexander Preobrazensky, Marshall Zotov, um personagem que substitui Júkov.
Beria é uma personagem significativa nos capítulos iniciais do romance Archangel, de 1998, do romancista britânico Robert Harris.
Beria é um personagem secundário no romance de 2009 The Hundred-Year-Old Man Who Climbed Out the Window and Disappeared de Jonas Jonasson. 
Como "der Kleine Große Mann" ("o Pequeno Grande Homem"), Beria aparece como o agressor de uma das personagens principais, Christine, no romance de 2014 Das achte Leben (Für Brilka) (traduzido como "A Oitava Vida (Para Brilka)") de Nino Haratischwili.
No romance de ficção científica serializado de 2015-2017, Unsong, do escritor Scott Alexander, Beria é mencionado como estando na parte mais agradável do inferno, reservada para os piores pecadores, junto com Hitler e LaLaurie.